# Daniel Casey
Daniel Casey (Stockton-on-Tees, 1º giugno 1972) è un attore britannico.

## Carriera
Figlio del giornalista e presentatore televisivo Luke Casey, è cresciuto a Stockton-on-Tees e ha frequentato il Grey College di Durham, laureandosi in letteratura inglese prima di perseguire una carriera nella recitazione.
Casey ha iniziato la sua carriera di attore in ambito teatrale, in una produzione itinerante di Dead Fish. 
È celebre per aver interpretato il personaggio del sergente Gavin Troy, la spalla originale del DCI Tom Barnaby, per le prime sei stagioni della serie televisiva britannica L'ispettore Barnaby (1997-2008)
L'altra serie che gli ha dato notorietà è quella della BBC, Our Friends in the North, nei panni di Anthony Cox.

## Vita privata
Sposato nel 2005 con Ellie, ha due figli, Rafferty e Milo. Vive nel Sussex. 

## Filmografia

### Cinema
- Under, regia di Dean Loxton - cortometraggio (2014)

### Televisione
- Cracker – serie TV, episodio 2x03 (1994)
- Harry – serie TV, episodio 2x01 (1995)
- Our Friends in the North – miniserie TV, episodi 1x07-1x08-1x09 (1996)
- Peak Practice – serie TV, episodio 4x03 (1996)
- The Wingless Bird – serie TV, episodi 1x01-1x02-1x03 (1997)
- Jack Frost (A Touch of Frost) – serie TV, episodio 5x01 (1997)
- The Grand – serie TV, episodi 1x06-1x07 (1997)
- Polterguests – serie TV, episodio 1x06 (1999)
- Testimoni silenziosi (Silent Witness) – serie TV, episodi 7x07-7x08 (2003)
- French and Saunders – serie TV (2003)
- Kate & Emma - Indagini per due (Murder in Suburbia) – serie TV, episodio 1x03 (2004)
- Steel River Blues – serie TV, 7 episodi (2004)
- Hex – serie TV, episodi 2x05-2x06 (2005)
- Metropolitan Police (The Bill) – serie TV, episodi 12x40-13x90-23x04 (1996-2007)
- The Marchioness Disaster, regia di Ken Horn – film TV (2007)
- The Royal – serie TV, episodio 6x12 (2007)
- L'ispettore Barnaby (Midsomer Murders) – serie TV, 30 episodi (1997-2008)
- M.I. High - Scuola di spie (M.I.High) – serie TV, episodio 3x12 (2009)
- L'ispettore Gently (Inspector George Gently) – serie TV, episodio 3x01 (2010)
- Marchlands – serie TV, episodi 1x01-1x03-1x05 (2011)
- Doctors - soap opera, 4 puntate (2006-2011)
- Law & Order: UK – serie TV, episodi 7x5 (2013)
- Casualty – serie TV, 4 episodi (2012-2016)
- Coronation Street – soap opera, 5 puntate (2016)
- EastEnders – soap opera, 22 puntate (2017)
- Valle di luna (Emmerdale Farm) – soap opera, 9 puntate (2018)

## Doppiatori italiani
Nelle versioni in italiano delle opere in cui ha recitato, Daniel Casey è stato doppiato da:
- Alberto Caneva[1], Marcello Cortese[2] e Claudio Colombo[3] in L'ispettore Barnaby